# Julio Vallejo Ruiloba
Julio Vallejo Ruiloba (Barcelona, 7 de mayo de 1945-ibídem, 14 de enero de 2019) fue un psiquiatra español, doctor en medicina, Catedrático de la Universidad de Barcelona, presidente de la Sociedad Española de Psiquiatría y académico de la Real Academia de Medicina de Cataluña. Escribió 56 libros relacionados con la psiquiatría como autor principal y más de 350 artículos científicos.

## Biografía
Julio Vallejo Ruiloba nació en Barcelona, España, en 1945. Se licenció en medicina por la Universidad de Barcelona en 1969, se especializó en psiquiatría en 1971 y tuvo el título de doctor por la misma universidad en 1978. Fue nombrado Profesor Titular de Psiquiatría de la Facultad de Medicina de la Universidad de Barcelona en 1980 y catedrático de Psiquiatría de la misma facultad en 1996.
Durante su trayectoria profesional fue médico adjunto de psiquiatría en el Hospital Universitario Valle de Hebrón de Barcelona (1972-1977) y en el Hospital Universitario de Bellvitge de la misma ciudad (1977-1980), jefe clínico del Servicio de Psiquiatría en el Hospital Clínico también en Barcelona (1980-1989) y jefe del Servicio de Psiquiatría de la Ciudad Universitaria de Bellvitge (1989-2008).
Fue académico de la Real Academia de Medicina de Cataluña desde 2015. Fue presidente de la Asociación Nacional ATOC (Asociación Trastornos Obsesivos-Compulsivos) desde 2001. Ha sido Presidente de la Fundación Española de Psiquiatría y Salud Mental, Presidente de la Sociedad Española de Psiquiatría (2004-2008), de la Sociedad Española de Psiquiatría Biológica (1999-2003) y de la Sociedad Catalana de Psiquiatría (1981-1982).
Fue miembro de la Comisión Nacional de Especialidad de Psiquiatría y director del Instituto de Estudios Avanzados de la Fundación de Psiquiatría y Salud Mental. También es miembro fundador de Asociación Ibero LatinoAmericana de Neurociencias y Psiquiatría (AILANCYP).
Desde 1993 fue el organizador, conjuntamente con Sánchez-Planell, del Symposium Internacional sobre Actualizaciones y Controversias en Psiquiatría, que tiene lugar anualmente en Barcelona. En 2012, 2013 y 2014 organizó el Symposium Internacional de Controversias en Psiquiatría (sede México) conjuntamente con el Dr. Sánchez-Planell, el Enrique Camarena Robles (Presidente de AILANCYP) y el Dr. Edgar Belfort (expresidente de APAL).
Aunque practicó la psiquiatría general su actividad científica principal, se centró en la depresión y los trastornos obsesivo-compulsivos. Enfocó sus investigaciones y efectuó la mayor parte de trabajos en esta área. Publicó 357 artículos científicos en revistas nacionales (243) e internacionales (84) sobre temas psiquiátricos, ha escrito 56 libros como autor principal y 109 capítulos como autor secundario en otros tantos, todos ellos relacionados también con la psiquiatría. Fue director de las revistas Psiquiatría Biológica, Psiquiatría y Atención Primaria,  Aula Médica Psiquiatría y American Journal of Psychiatry (edición española). Fue miembro del Consejo Editorial de la Revista Española de Medicina Legal.
En el ámbito profesional privado dirigió durante tres décadas un gabinete de psiquiatría que abordaba todos los problemas psicológicos y psiquiátricos.

## Obras
- Introducción a la psicopatología y la psiquiatría (8a edición) (2016)
- Melancolía (2011)
- Proceso a la psiquiatría actual (2011)
- Doctor, estoy deprimido (2010). Obra no científica.
- Tratado de psiquiatría Vol. I y II (2010)
- Temas y retos en la psicopatología actual (2007)
- Psiquiatría para no expertos (2006).  Obra no científica.
- Estados obsesivos (2006)
- Patologías resistentes en psiquiatría (2005)
- Psiquiatría en atención primaria (2005)
- Trastornos de Personalidad (2004)
- La neurosis de angustia en el siglo XXI (2004)
- Manual de diagnóstico diferencial y tratamiento en psiquiatría (2001)
- Trastornos neuróticos (2001)
- Comorbilidad de los trastornos afectivos (2001)
- Trastornos afectivos: ansiedad y depresión (1999)